# Poultry Cross

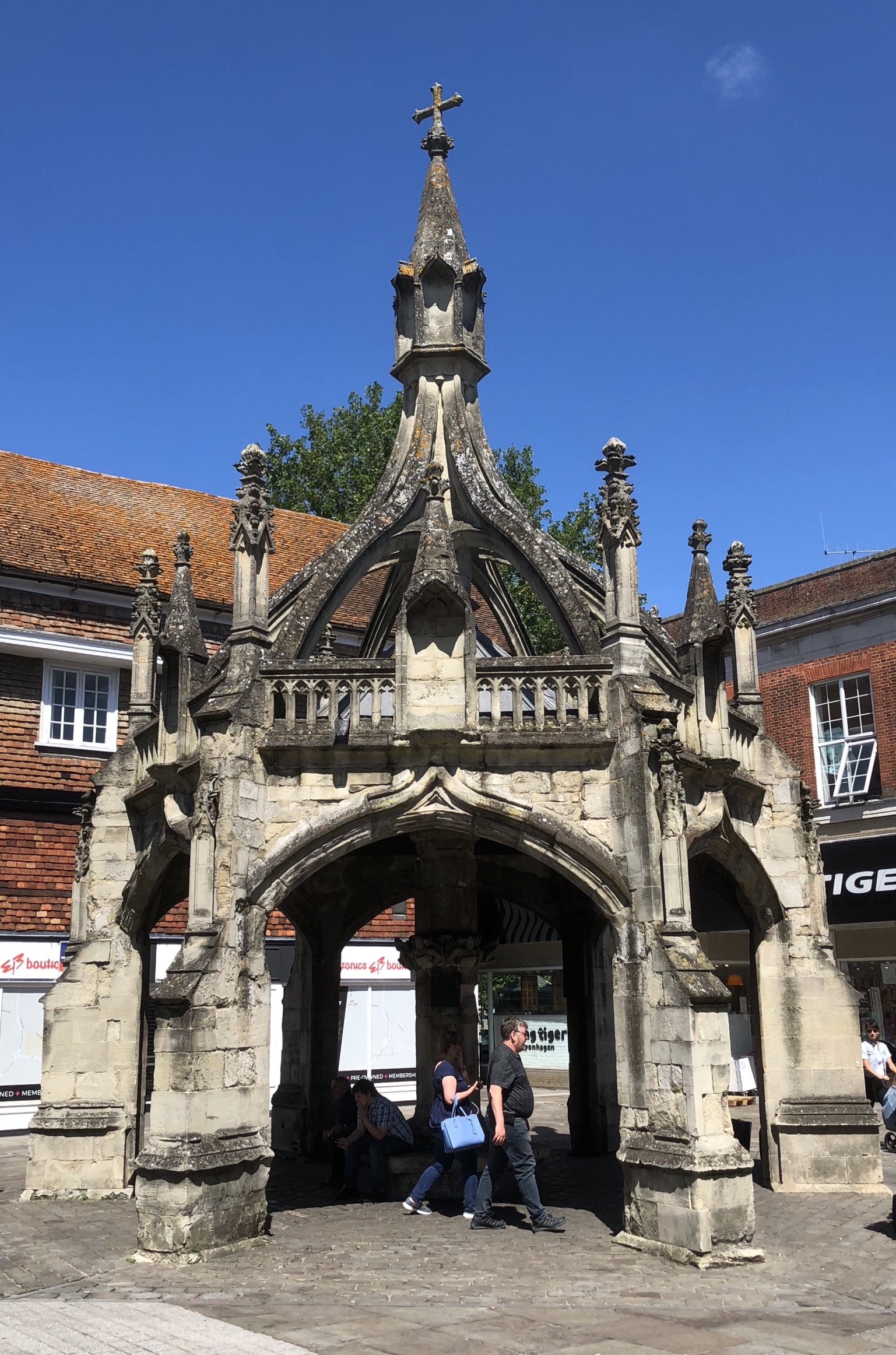
Poultry Cross, 2019

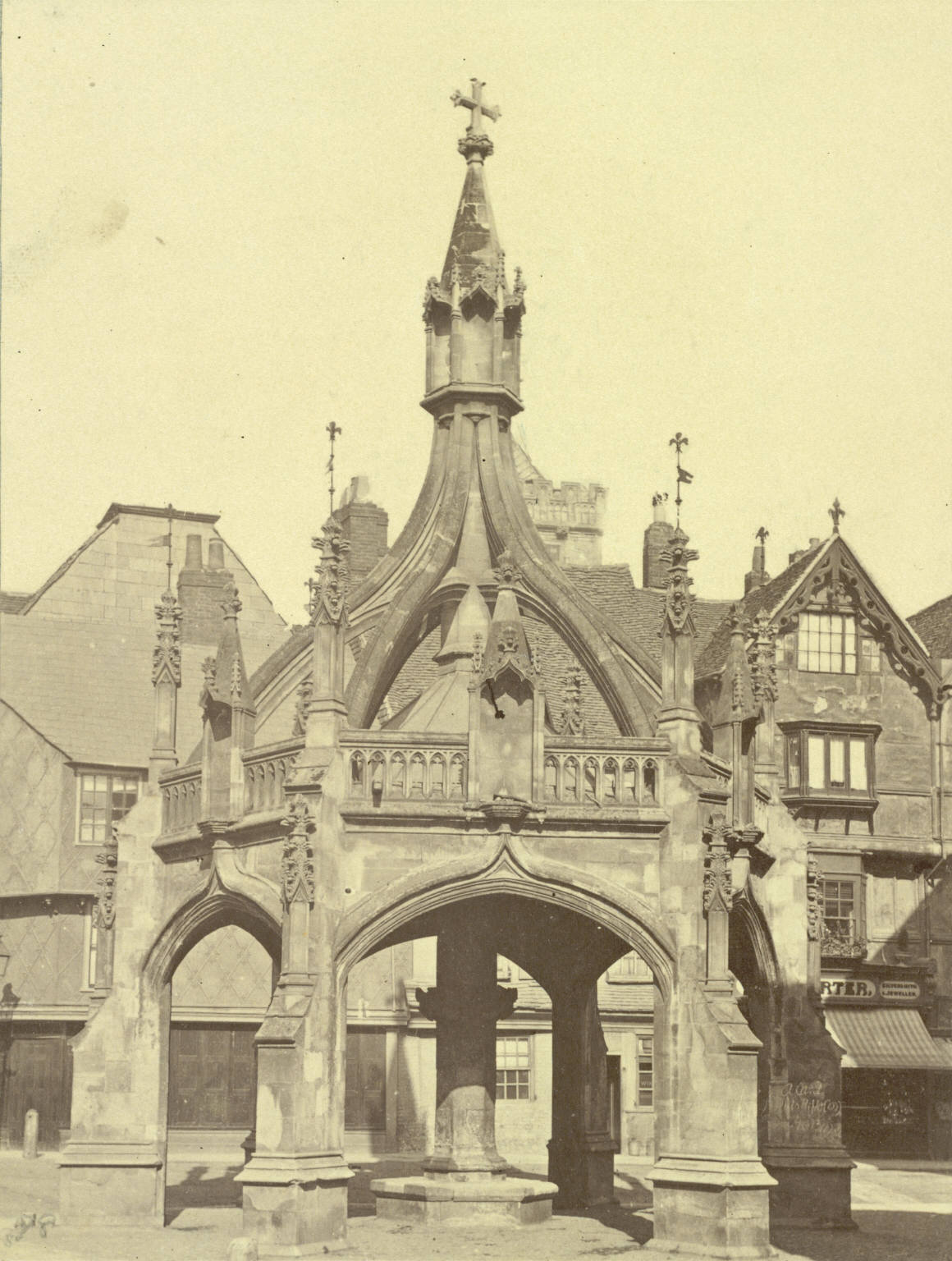
Fotografie des Marktkreuzes aus der Zeit zwischen 1865 und 1885

Das Poultry Cross ist ein denkmalgeschütztes Marktkreuz in Salisbury in England.

## Lage
Es befindet sich im Ortszentrum von Salisbury südwestlich des Marktplatzes der Stadt, an einer Kreuzung die von Silver Street, Minster Street und Butcher Row gebildet wird.

## Architektur und Geschichte
Das Poultry Cross (deutsch Geflügelkreuz) geht auf das 14. Jahrhundert zurück. Es war eines von vier Marktkreuzen in Salisbury, die jeweils den Standort von Märkten kennzeichneten. Neben dem Geflügelkreuz gab es auch eines für Käse, eins für Vieh und eins für Wolle und Garn. Eine erste urkundliche Erwähnung ist aus dem Jahr 1307 überliefert, wobei die Bezeichnung als Geflügelkreuz erst aus der Zeit etwa 100 Jahre später bekannt ist. Neben Geflügel wurden hier auch Obst und Gemüse gehandelt.
Der heutige Baukörper geht auf das Ende des 15. Jahrhunderts zurück. Errichtete Strebepfeiler wurden 1711 jedoch entfernt. Es entstanden stattdessen um die in der Mitte befindliche Basis Steinsitze und eine Sonnenuhr. Der heutige Überbau entstand im mittelalterlichen Stil zwischen 1852 und 1854 durch W. Osmond und geht auf einen Entwurf des Architekten Owen Browne Carter zurück, der ihn nach einem 1834 veröffentlichten Vorschlag von Peter Hall erarbeitet hatte. Die Idee zum Wiederaufbau soll sich am Marktkreuz von Chichester entzündet haben. Zugleich wurde auch der untere Teil restauriert.
Das Marktkreuz präsentiert sich als sechseckige Arkade, deren Bögen von sechs Pfeilern gestützt werden. Oberhalb des bleigedeckten Dachs erheben sich freie Strebepfeiler so, dass sie sich in einem gemeinsamen Punkt mittig oberhalb des Baus verbinden. Bekrönt wird der Bau von einem Kreuz.
Auch heute ist das Marktkreuz regelmäßig als Teil des Marktes der Stadt in Nutzung.